# Louise Platt
Louise Platt (3 de agosto de 1915 – 6 de setiembre de 2003) fue una actriz estadounidense de teatro, cine y televisión.

## Biografía
Platt nació en Stamford, Connecticut, y creció en Annapolis, Maryland. Su padre era cirujano dental en la Marina.
La primera experiencia profesional de Platt como actriz se produjo en un teatro de Suffern. Luego actuó en producciones de teatro "desde Maine hasta Virginia y Minnesota". Sus créditos en Broadway incluyen The Traitor (1949), Anne of the Thousand Days (1948), Five Alarm Waltz (1941), In Clover (1937), Promise (1936), Spring Dance (1936), y A Room in Red and White (1936).

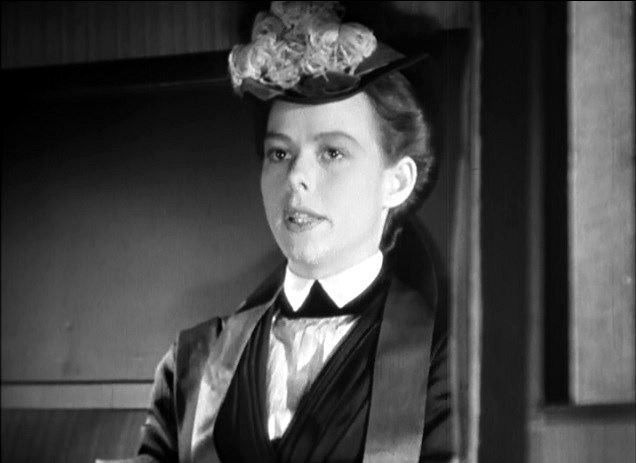
Platt interpretando a Lucy Mallory en La diligencia (1939).

Platt es mejor recordada por su papel como la esposa embarazada del oficial en La diligencia (1939) de John Ford. Luego de dos años en Broadway, llegó a Hollywood en 1938. Regresó a los escenarios de Nueva York en 1942 después de actuar en media docena de películas. Trabajó con Rex Harrison en Anne of the Thousand Days en Broadway en 1948 y en la década de 1950 interpretó una variedad de papeles en televisión, incluidas dos apariciones en Alfred Hitchcock presenta y un papel recurrente como Ruth Holden en The Guiding Light.

### Vida privada y muerte
Platt estuvo casada con el director de teatro Jed Harris, quien la abusaba. El 25 de agosto de 1950 se casó con el director Stanley Gould en North Guilford, Connecticut. Permanecieron juntos hasta su muerte. De cada matrimonio nació una hija.
Platt falleció el 6 de setiembre de 2003 en un hospital de Greenport, Nueva York, a los 88 años. Su causa de su muerte no fue revelada.

## Filmografía
- Volvió el amor (1938)
- Spawn of the North (1938)
- La diligencia (1939)
- Tell No Tales (1939)
- Forgotten Girls (1940)
- Captain Caution (1940)
- Street of Chance (1942)
- Alfred Hitchcock presenta (2 episodios; 1957 y 1958)